# Rainford Kalaba
Rainford Kalaba (nacido el 14 de agosto de 1986 en Kitwe, Zambia) es un jugador de fútbol zambiano que juega como centrocampista en el T. P. Mazembe de la República Democrática del Congo.

## Carrera
En el año 2005 Rainford Kalaba debutaba futbolísticamente en el Kitwee United de la Primera División de Zambia. Ese mismo año fue contratado por el filial del OGC Niza, pero no tuvo muchas oportunidades al jugar tan solo tres encuentros durante la temporada 2005/06. Para la siguiente temporada volvió al fútbol de Zambia al fichar por el ZESCO United en el que jugó por dos temporadas siendo partícipe en la consecución de dos títulos de liga para el equipo de Ndola. Su buen rendimiento le valió la vuelta a Europa para la temporada 2008/09 de manos del Sporting de Braga de la Primeira Liga de Portugal que lo cedió esa misma temporada al Gil Vicente por lo que Kabala no llegó a jugar nunca con el equipo de Braga. En el Gil Vicente jugó un total de 22 partidos marcando 4 goles. La siguiente temporada fue nuevamente cedido al União Leiria donde tampoco tuvo muchas oportunidades por las próximas temporadas.
Finalmente para la temporada 2011/12 el Sporting de Braga llegó a un acuerdo con el Mazembe para el traspaso de Kalaba.

## Selección nacional
Ha jugado 110 partidos para la selección de Zambia y ha anotado 15 goles.

## Clubes
| Club         | País            | Año             |
| ------------ | --------------- | --------------- |
| Kitwe United | Zambia          | 2005            |
| OGC Niza "B" | Francia         | 2005-2006       |
| ZESCO United | Zambia          | 2006-2008       |
| Gil Vicente  | Portugal        | 2008-2009       |
| União Leiria | Portugal        | 2009-2011       |
| Mazembe      | R. D. del Congo | 2011-Actualidad |

## Palmarés

### Campeonatos nacionales
| Título                   | Club         | País            | Año  |
| ------------------------ | ------------ | --------------- | ---- |
| Liga de Zambia           | ZESCO United | Zambia          | 2007 |
| Copa Coca Cola de Zambia | ZESCO United | Zambia          | 2007 |
| Liga de Zambia           | ZESCO United | Zambia          | 2008 |
| Liga del Congo           | Mazembe      | R. D. del Congo | 2011 |
| Liga del Congo           | Mazembe      | R. D. del Congo | 2012 |
| Liga del Congo           | Mazembe      | R. D. del Congo | 2013 |
| Liga del Congo           | Mazembe      | R. D. del Congo | 2014 |

### Campeonatos internacionales
| Título                      | Club    | País            | Año  |
| --------------------------- | ------- | --------------- | ---- |
| Supercopa de la CAF         | Mazembe | R. D. del Congo | 2011 |
| Liga de Campeones de la CAF | Mazembe | R. D. del Congo | 2015 |

## Goles internacionales
| # | Fecha                    | Lugar                   | Adversario | Gol | Resultado final | Competición                    |
| - | ------------------------ | ----------------------- | ---------- | --- | --------------- | ------------------------------ |
| ? | 19 de septiembre de 2010 | Sana'a, Yemen           | Yemen      | 0-1 | 0-1             | Amistoso                       |
| 7 | 21 de enero de 2012      | Bata, Guinea Ecuatorial | Senegal    | 0-2 | 1-2             | Copa Africana de Naciones 2012 |

### Goles en Copa Mundial de Clubes de la FIFA
| Goles | Goles      | Goles                | Goles   | Goles   | Goles | Goles     | Goles                  |
| #     | Fecha      | Lugar                | Equipo  | Rival   | Goles | Resultado | Competición            |
| ----- | ---------- | -------------------- | ------- | ------- | ----- | --------- | ---------------------- |
| 1     | 16/12/2015 | Estadio Nagai, Osaka | Mazembe | América | Gol   | 1 - 2     | Mundial de Clubes 2015 |

- Datos: Q720889